# Bettino Craxi
Benedetto "Bettino" Craxi (Milão, 24 de fevereiro de 1934 — Hammamet, 19 de janeiro de 2000) foi um político italiano, secretário do Partido Socialista Italiano (PSI) de 1976 a 1993 e  Presidente do Conselho de Ministros (primeiro-ministro) da Itália entre 4 de agosto de 1983 e 17 de abril de  1987, tendo sido o primeiro membro do  PSI  a ocupar o cargo. 
Craxi foi uma figura proeminente da chamada  Primeira República italiana (1948-1994). Promoveu uma  renovação do PSI e da esquerda italiana, o que o levou a enfrentar dura resistência, tanto por parte do Partido Comunista Italiano quanto do seu próprio partido.
Durante seu governo, a economia italiana consegue se recuperar  dos danos decorrentes do segundo choque do petróleo (1979). O governo Craxi  é marcado por  importantes  eventos econômicos, tais como o enfraquecimento do mecanismo de scala mobile (em português, 'escada rolante': reajuste automático dos salários ao nível dos preços), o declínio da  inflação e o crescimento do PIB italiano, que, em 1987,  supera  o PIB da  Grã-Bretanha, fazendo da Itália  a quinta maior economia do mundo - depois de Estados Unidos, Japão, Alemanha e França. Por outro lado, a dívida pública aumenta drasticamente, e a corrupção na administração pública, assim como a colaboração do governo com personagens ambíguos, compromete gradualmente a imagem de Craxi. Ao mesmo tempo,  a máfia sofre um grande revés, com o chamado Maxiprocesso de Palermo,  iniciado em 1986.

## Carreira política

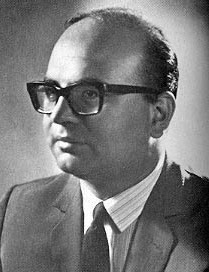
Bettino Craxi.

Permaneceu durante a maior parte de sua vida no PSI. Ascendeu rapidamente no partido. Em 1968 foi eleito deputado e imediatamente foi nomeado vice-secretário nacional.
Em 1976, em plena crise interna, foi eleito secretário-geral em substituição a Francesco De Martino. Inicia assim sua longa liderança do PSI, em que pese ser considerado um "secretário de transição" pela velha guarda socialista.
Em 1983 foi eleito premiê com o apoio da aliança formada pelo PSI, DC, PSDI, PRI e PLI. Entre suas principais políticas destacaram-se a assinatura de um novo acordo com a Santa Sé em 1984, a entrada de Itália no G7 e uma nova política de impostos.
A corrente política de Craxi dominava completamente o PSI, salvo pela corrente mais esquerdista do PSI dirigida por Riccardo Lombardi, que acusava o premiê de ser de direita. Este domínio quase absoluto permitiu a Craxi levar o partido a suas posições moderadas dentro da social-democracia.
A 31 de outubro de 1987 foi agraciado com a Grã-Cruz da Ordem do Infante D. Henrique de Portugal.
Sua queda ocorreu em 1992, com a iniciativa judicial denominada Operação Mãos Limpas, que tentou acabar com a corrupção imperante na política italiana. Craxi, apontado entre os corruptos, teve que se demitir de seu cargo. O PSI não tardaria a desaparecer.
Craxi muda-se para a Tunísia em 1994 fugindo da justiça italiana e morre em 2000 na cidade litorânea de Hammamet.

## Unitá Socialista
Em 1989, com a queda do muro de Berlim e a resultante crise no Partido Comunista Italiano (PCI), Craxi propõe a união de todo o socialismo numa bandeira comum. Propunha a união do PSI, PSDI e do PCI, que abandonava o comunismo. Assim se buscava criar uma única força social-democrata.
Por culpa da recessão econômica, e sobretudo da crise de corrupção dos anos 1990, a ideia nunca chegou a se realizar, ainda que tenha permitido a aproximação de posições entre os políticos. Assim muitos deles criaram o Partido Democrata de Esquerda, partido herdeiro dos comunistas.